# ORCA
ORCA（オルカ）は、日本のツインボーカルユニットである。
そのスタイルから「輪唱ロック」を称される。2002年活動開始。2004年日本クラウンよりメジャーデビュー。

## メンバー
- 前田一人（まえだかずひと、1977年3月17日 - ）SHAME
- 百田留衣（ももたるい、1978年7月25日 - ）元GIRAFEE

## ディスコグラフィー

### シングル
- サザンカ(2003年)
- オルカズオーケストラ(2003年)
- 新しい一日（2004年11月25日）CRCP10089
- floret（2005年1月26日）CRCP10093

### アルバム
- O（2002年11月26日）
- 輪唱カノン（2003年9月3日）
- DAYLIGHT（2005年2月23日）CRCP40100
- SMILE（2005年9月21日）CRCP40123